# Priska Riedl

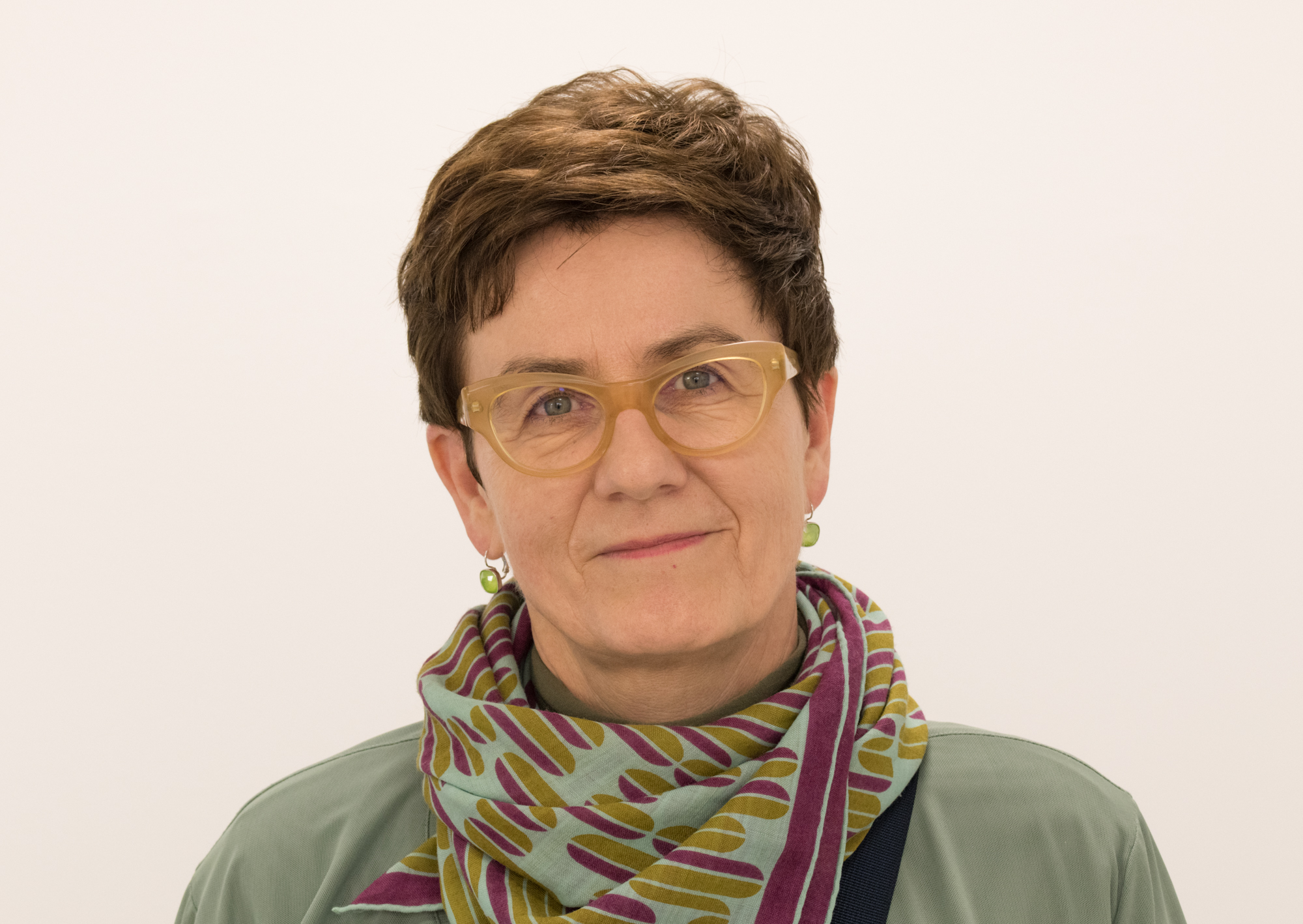
Priska Riedl (2020)

Priska Riedl (* 1964 in Schärding) ist eine österreichische bildende Künstlerin und Hochschullehrerin für Textil-Kunst-Design an der Universität für künstlerische und industrielle Gestaltung Linz.

## Leben und Wirken
Die in Linz und Wien lebende und arbeitende Künstlerin ist seit Mitte der 1980er-Jahre freischaffend im Cross-over von bildnerischer, plastischer sowie körper- und raumbezogener Kunst tätig. Sie beschreibt Textil, Papier und Latex sowohl als eigenständige Medien als auch als bildgebende Trägermedien als bestimmende Elemente ihrer Werke.
Riedl studierte von 1981 bis 1986 an der Hochschule für künstlerische und industrielle Gestaltung in Linz in der Meisterklasse Textil bei Fritz Riedl. Von 1988 bis 2000 war sie dort als Lektorin und Assistentin tätig. Im Jahr 2000 wurde sie als Professorin für die Abteilung Textil-Kunst-Design berufen. Seit 1994 lehrt sie an der Internationalen Sommerakademie für Bildende Kunst Salzburg im Bereich Papierskulptur. Seit 2003 gehört sie der Künstlervereinigung MAERZ an und seit 2010 ist sie Mitglied der IAPMA (International Association of Hand Papermakers and Paper Artists). Seit 2012 bespielt sie den Kunstraum Priska Riedl - artspace on display in Linz.

## Werke, Ausstellungen
Riedl stellt ihre Werke seit 1987 im Rahmen von Einzel- und Gruppenausstellungen überwiegend in Österreich aus, u. a. in der Landesgalerie am Oberösterreichischen Landesmuseum, in der Galerie MAERZ, im Nordico und in der Galerie im Traklhaus.